# Marcus Iunius Brutus (Jurist)
Marcus Iunius Brutus war ein republikanischer römischer Jurist aus dem Haus der Iunier.
Er war vermutlich Sohn des gleichnamigen Konsuls von 178 v. Chr. und Bruder des Decimus Iunius Brutus Callaicus, der 138 v. Chr. das Konsulat innehatte. Marcus Iunius Brutus selbst könnte kurulischer Ädil im Jahr 146 v. Chr. und später Prätor gewesen sein.
Über Marcus Iunius Brutus ist insgesamt wenig bekannt, obgleich die römischen Juristen ihm neben Publius Mucius Scaevola und Manius Manilius eine führende Rolle bei der Grundlegung der römischen Privatrechtswissenschaft zuschrieben. Er soll drei Bücher De iure civili sowie vier Bücher mit Responsa veröffentlicht haben. Daraus sind nur einige Zitate bei anderen Autoren erhalten, es wird aber deutlich, dass De iure civili in Form eines Dialogs zwischen Marcus Iunius Brutus und seinem Sohn, dem Ankläger Marcus Iunius Brutus, verfasst war.